# Кох, Жан Батист Фридрих
Жан Батист Фридрих Кох (Koch; 1782 — 1861) — французский генерал и писатель.
Был профессором школы главного штаба. Издал: «Mémoires pour servir à l’histoire de la campagne de 1814» (П., 1819) и «Mémoires de Masséna» (П., 1819). Перевёл «Принципы стратегии» эрцгерцога Карла (П., 1817), написал часть «Histoire de la Révolution» Жомини.
В 1843—44 гг., вместе с Георгом Розеном, был командирован на Восток прусским правительством.